# 目白台
目白台（めじろだい）は、東京都文京区の町名。現行行政地名は目白台一丁目から目白台三丁目。住居表示実施済区域。

## 地理
文京区西部地域であり、北に豊島区雑司ヶ谷、南に関口、西は豊島区高田、東は大塚・音羽に接する。公園や緑が多い地域である。高台の閑静な文教地区であり、また古くは大名屋敷であった。現在の東大病院分院跡地は松平出羽守の下屋敷、日本女子大学附属豊明小学校は大岡主膳正の下屋敷、日本女子大学附属豊明幼稚園は鳥羽藩の下屋敷、肥後細川庭園（旧：新江戸川公園）は細川家の下屋敷だった所である。
地盤が強く、関東大震災、戦災に巻き込まれることがなかったため、細い路地などが残ったままである。
豊島区目白と文京区目白台は異なるが、混同されることが多い。もっとも中間に雑司が谷を挟んでいるだけであり近隣といえる。
- 目白台一丁目
  - 田中角栄元内閣総理大臣私邸（目白御殿→田中眞紀子私邸、現在、目白通り側の土地の一部が文京区立目白台運動公園として再開発　角栄邸部分は2024年1月の火災で焼失）
  - 日本女子大学附属豊明小学校
  - 日本女子大学附属豊明幼稚園
  - 目白台運動公園（元国家公務員共済組合連合会運動場）
  - 和敬塾（熊本藩屋敷跡）
  - 永青文庫
  - 肥後細川庭園
  - 長崎県諫早市事務所
  - 文京区立目白台保育所
  - 傾斜の急な坂が多い。富士見坂、豊坂、幽霊坂、胸突坂など。また日無坂は映画などの撮影で使用されることもある。

- 目白台二丁目
  - 日本女子大学
  - 長野県東京事務所宿舎（旧東京市長永田秀次郎邸）
  - セコムジャスティック本社
  - 緩やかな坂があり、薬罐坂、清戸坂などがある。

- 目白台三丁目
  - 稲荷神社（通称：腰掛稲荷神社）
  - 筑波大学附属視覚特別支援学校
  - 東京大学 目白台インターナショナルビレッジ（東京大学医学部附属病院分院跡[6]）
  - オルゴールの小さな博物館（閉館）
  - 区立目白台交流館（交流館になる前の住居に一時期菊池寛が仮住まい）
  - 東京音楽大学目白台学生寮
  - 同仁美登里幼稚園
  - カトリックパリ宣教師会
  - 三菱UFJ証券ホールディングス
  - 桂林寺

古くからの密集した住宅地となっている。スーパーマーケットは生活協同組合コープとうきょう、まいばすけっとが目白通り近くにある。

### 地価
住宅地の地価は、2025年（令和7年）1月1日の公示地価によれば、目白台3-14-10の地点で94万7000円/m2となっている。

## 歴史
高田豊川町、雑司ヶ谷町、高田老松町、西青柳町などが合併されて誕生。

### 地名の由来
この地に目白不動と呼ばれた新長谷寺（本尊は現在は金乗院に移される）という寺があった。目白台という台地に由来。

### 史跡
- 大町桂月旧居跡（目白台三丁目、盲学校の一つ手前の道）
- 水神社（目白台一丁目）
- 清土鬼子母神堂（目白台二丁目）
- 窪田空穂旧宅跡（目白台二丁目、早大教授の窪田空穂の旧宅）
- 若山牧水（目白台二丁目。居を構えたことがある。）
- 旧細川家学問所松聲閣（目白台一丁目）
- 杉山寧旧宅跡（目白台二丁目、文化勲章受章杉山寧の旧宅）
- 日本女子大学成瀬記念講堂（目白台二丁目）
- 旧成瀬仁蔵住宅（目白台二丁目）
- 旧細川侯爵邸（目白台一丁目 東京都指定文化財）
- 村川家住宅（目白台三丁目　国登録有形文化財、東京帝国大学教授村川堅固、東京大学教授村川堅太郎の旧宅）
- 月の湯（目白台三丁目 東京都最古級の木造銭湯 2015年に閉業解体）
- 宮沢賢治が、永楽病院（のちの東京大学附属病院分院）に入院した妹・トシ（旧制日本女子大学校に在学）の看病のために滞在した下宿跡（目白台三丁目、旧雑司が谷町、三丁目坂の辺り）
- 目白台三丁目、腰掛稲荷神社から盲学校にかけては戦前牧場であった。

## 世帯数と人口
2025年（令和7年）3月1日現在（文京区発表）の世帯数と人口は以下の通りである。
| 丁目         | 世帯数    | 人口    |
| ------------ | --------- | ------- |
| 目白台一丁目 | 1,236世帯 | 2,123人 |
| 目白台二丁目 | 1,231世帯 | 2,311人 |
| 目白台三丁目 | 1,851世帯 | 3,197人 |
| 計           | 4,318世帯 | 7,631人 |

### 人口の変遷
国勢調査による人口の推移。
| 年                 | 人口  |
| ------------------ | ----- |
| 1995年（平成7年）  | 6,838 |
| 2000年（平成12年） | 6,992 |
| 2005年（平成17年） | 6,989 |
| 2010年（平成22年） | 7,230 |
| 2015年（平成27年） | 7,311 |
| 2020年（令和2年）  | 7,898 |

### 世帯数の変遷
国勢調査による世帯数の推移。
| 年                 | 世帯数 |
| ------------------ | ------ |
| 1995年（平成7年）  | 2,899  |
| 2000年（平成12年） | 3,105  |
| 2005年（平成17年） | 3,154  |
| 2010年（平成22年） | 3,399  |
| 2015年（平成27年） | 3,608  |
| 2020年（令和2年）  | 4,253  |

## 学区
区立小・中学校に通う場合、学区は以下の通りとなる（2020年9月現在）。
| 丁目         | 番地 | 小学校                 | 中学校             |
| ------------ | --- | ---------------------- | ------------------ |
| 目白台一丁目 | 全域 | 文京区立関口台町小学校 | 文京区立音羽中学校 |
| 目白台二丁目 | 1〜3番、8〜9番 | 文京区立関口台町小学校 | 文京区立音羽中学校 |
| 目白台二丁目 | 4〜7番、10〜17番 | 文京区立青柳小学校     | 文京区立音羽中学校 |
| 目白台三丁目 | 1〜3番、4番3号 4番4号（一部） 4番6〜10号 4番11号（一部） 5番、6番1号 6番11号（一部） 6番12・14号、7番1〜4号 18〜29番 | 文京区立青柳小学校     | 文京区立音羽中学校 |
| 目白台三丁目 | 4番1・2号 4番4・11号（各一部） 6番2〜10号 6番11号（一部） 7番5〜18号、8〜17番                                        | 文京区立関口台町小学校 | 文京区立音羽中学校 |

## 交通

### バス
- 目白台一丁目 - 白61系統「日本女子大」「目白台三丁目」停留所が利用できる。
- 目白台二丁目 - 都営バス白61系統「日本女子大」停留所が利用できる。
- 目白台三丁目 - 都営バス白61系統「目白台三丁目」停留所が利用できる。
- 上記都営バスのほか、文京区コミュニティバス「Bーぐる」の「目白台一丁目」「目白台運動公園前」「日本女子大前」「目白台二丁目」も利用できる。

## 事業所
2021年（令和3年）現在の経済センサス調査による事業所数と従業員数は以下の通りである。
| 丁目         | 事業所数  | 従業員数 |
| ------------ | --------- | -------- |
| 目白台一丁目 | 51事業所  | 499人    |
| 目白台二丁目 | 68事業所  | 3,340人  |
| 目白台三丁目 | 67事業所  | 2,059人  |
| 計           | 186事業所 | 5,898人  |

### 事業者数の変遷
経済センサスによる事業所数の推移。
| 年                 | 事業者数 |
| ------------------ | -------- |
| 2016年（平成28年） | 202      |
| 2021年（令和3年）  | 186      |

### 従業員数の変遷
経済センサスによる従業員数の推移。
| 年                 | 従業員数 |
| ------------------ | -------- |
| 2016年（平成28年） | 6,071    |
| 2021年（令和3年）  | 5,898    |

## その他

### 日本郵便
- 郵便番号 : 112-0015[3]（集配局 : 小石川郵便局[18]）。